# 比亚迪K6
比亚迪K6，是一款由比亚迪汽车生产的纯电动巴士。

## 基本規格[1]
- 长×宽×高：7010×2160×3090 mm
- 最大爬坡度：15 %
- 最高车速：69 km/h
- 车门：2 个
- 续航里程：≥260 km（中国典型公交工况）
- 座位数：10-17 个
- 载客数：44 人

## 图库

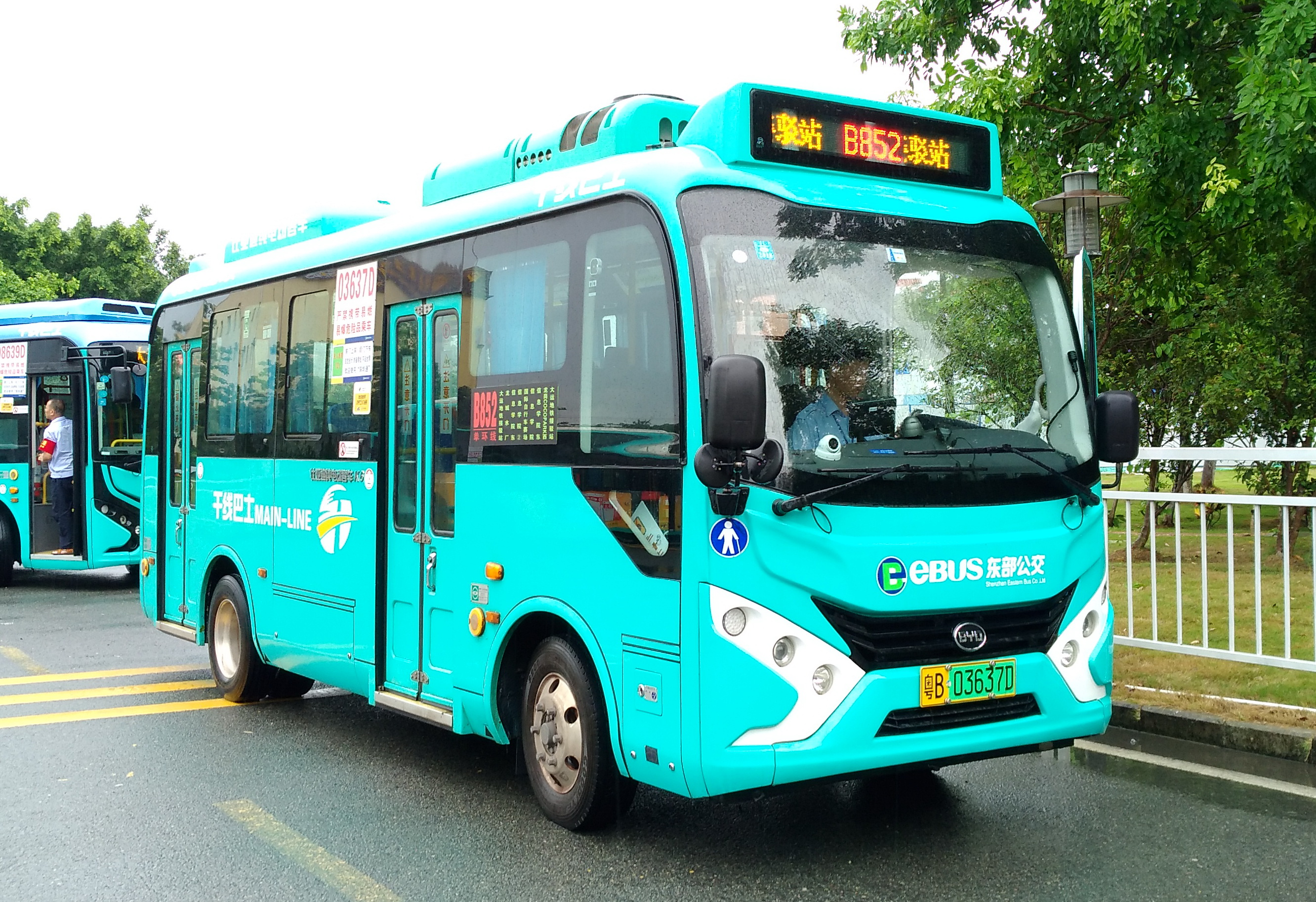
深圳东部公交B852路的比亚迪K6
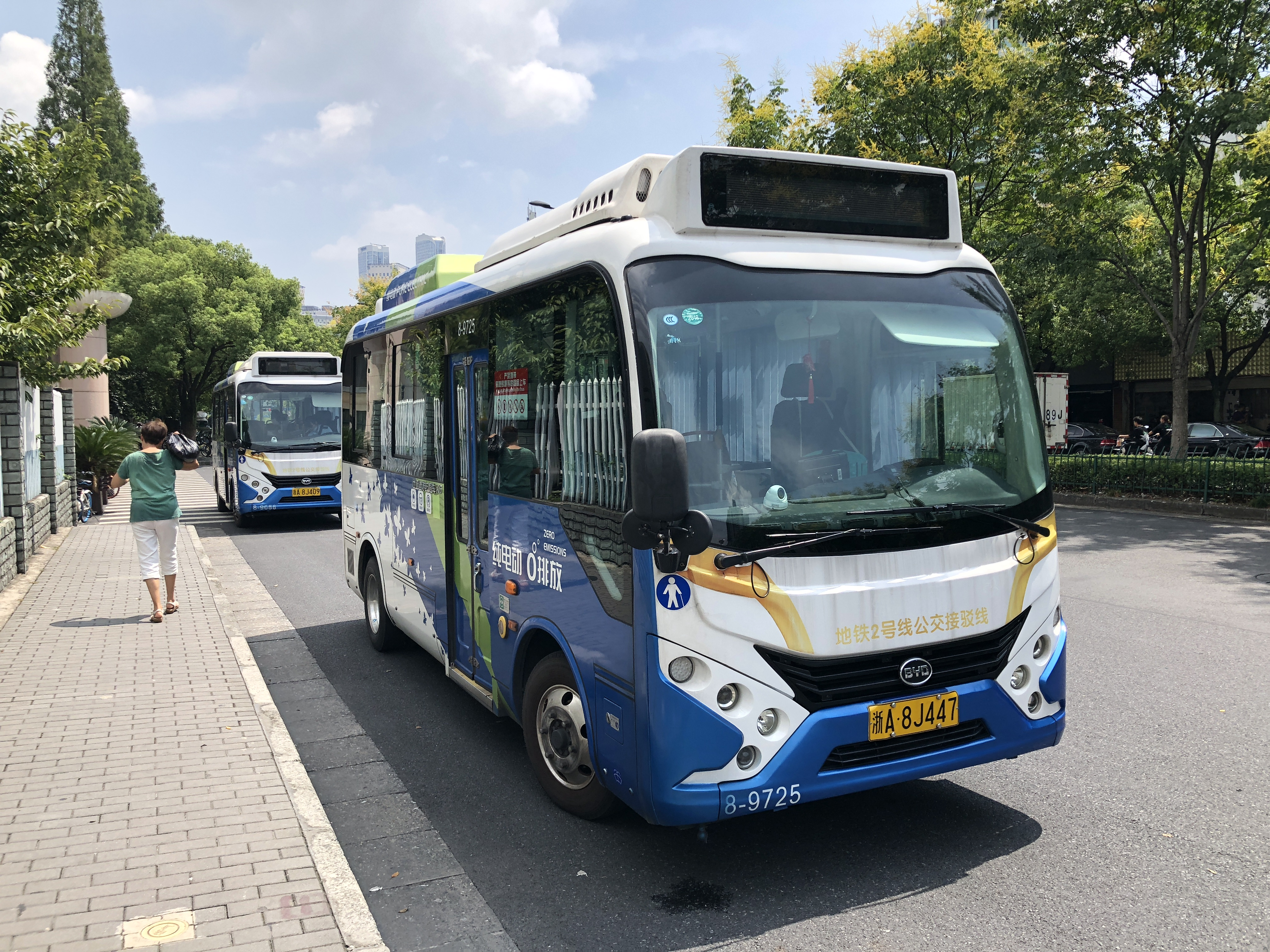
杭州公交比亚迪K6

## J6
J6是針對日本市場的本土化車型，基於K6打造，於2019年開始生產。

### J6 1.0
主要用途為社區巴士等，截至2023年底，在日本的比亞迪巴士中保有量最多。

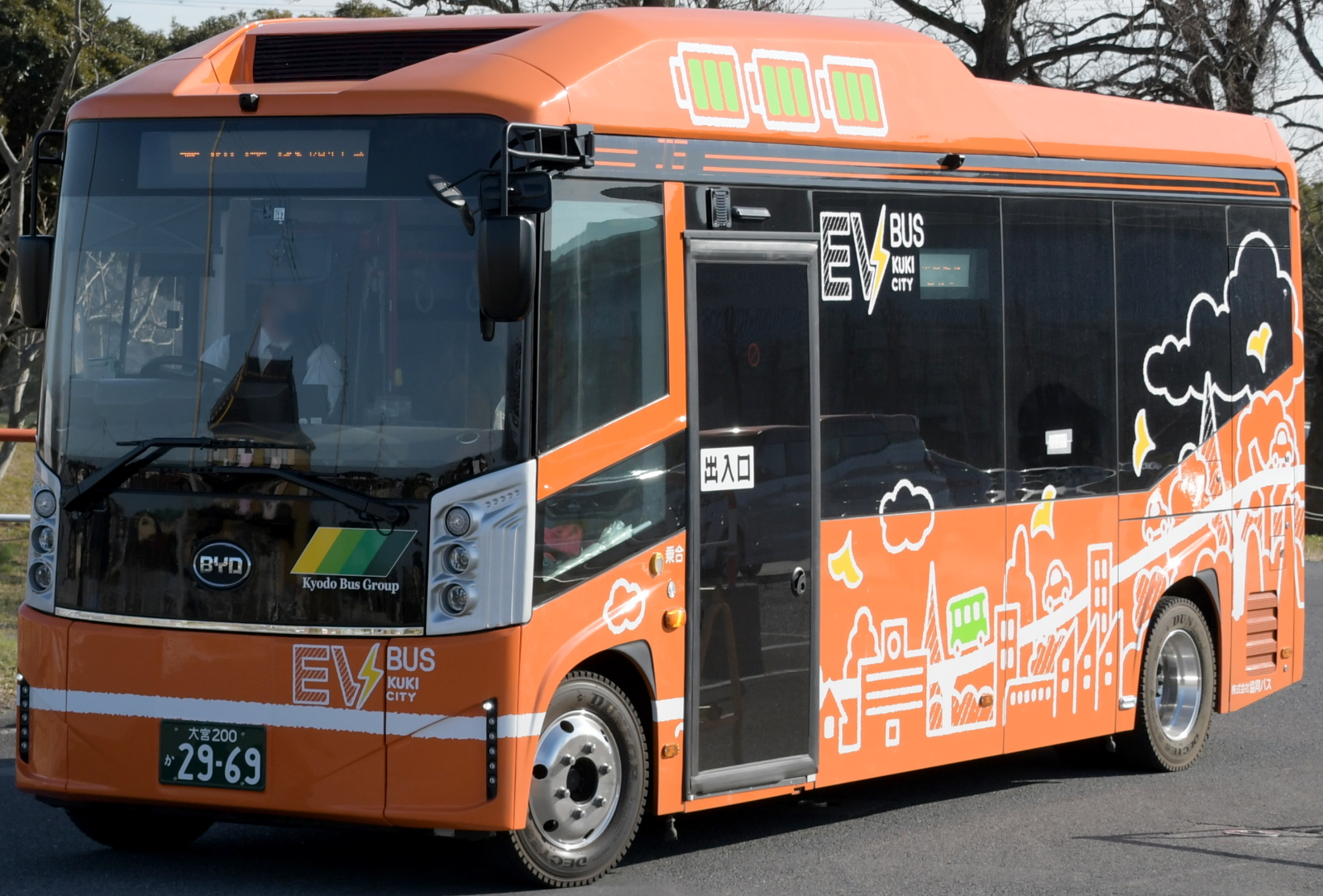
J6 1.0

### J6 2.0
2022年進行了全面的車型變更，充滿電後的行駛距離得到了延長。

## 相關链接
- 比亞迪汽車 （页面存档备份，存于）
- J6 (BYD JAPAN) （页面存档备份，存于）